# Трентон (Мисури)
Трентон (енгл. Trenton) град је у америчкој савезној држави Мисури.

## Демографија
По попису из 2010. године број становника је 6.001, што је 215 (-3,5%) становника мање него 2000. године.
| Група             | 2000.         | 2010.         |
| Белци             | 5.969 (96,0%) | 5.689 (94,8%) |
| Афроамериканци    | 35 (0,6%)     | 50 (0,8%)     |
| Азијати           | 13 (0,2%)     | 32 (0,5%)     |
| Хиспаноамериканци | 133 (2,1%)    | 146 (2,4%)    |
| Укупно            | 6.216         | 6.001         |